# Мезеберењ
Мезеберењ (мађ. Mezőberény) град је у Мађарској. Мезеберењ је један од важнијих градова у оквиру жупаније Бекеш.
Мезеберењ је имао 11.738 становника према подацима из 2009. године.

## Географија
Град Мезеберењ се налази у источном делу Мађарске. Од престонице Будимпеште град је удаљен око 160 километара источно. Град се налази у југоисточном делу Панонске низије, близу реке Кереш. Надморска висина града је око 85 m.

## Становништво
По процени из 2017. у граду је живело 10.013 становника.
| 1990.  | 2001.  | 2011.  | 2017.  |
| ------ | ------ | ------ | ------ |
| 11.592 | 11.389 | 10.632 | 10.013 |

## Галерија
- Поглед на средиште града
- "Немачка“ евангелистичка црква
- Главни трг
- Гимназија

## Партнерски градови
- Минсинген
- Гронау
- Коларово
- Совата
- Шпајхинген